# Administration territoriale de la république de Chine
Cet article concerne l'État plus connu sous le nom de Taïwan. Pour la république populaire de Chine, voir Administration territoriale de la république populaire de Chine.
Pour les articles homonymes, voir Administration territoriale de la Chine.

Découpage administratif de 1er niveau (2014).
municipalité spéciale
comté
ville provinciale

Le territoire de la république de Chine comprend plusieurs niveaux de subdivisions administratives.

## Hiérarchie
Le territoire est organisé autour des organes de gouvernement autonomes de premier niveau suivants,, :
- la municipalité spéciale (chinois traditionnel : 直轄市 ; pinyin : zhíxiáshì, anglais : special municipality), elle-même composée par :
  - les districts (chinois traditionnel : 區 ; pinyin : qū, anglais : district),
  - les districts indigènes montagnards (chinois traditionnel : 原住民區 ; pinyin : yuánzhùmínqū, anglais : mountain indigenous district),
- le comté (chinois traditionnel : 縣 ; pinyin : xiàn, anglais : county), lui-même composé par :
  - le canton rural (chinois traditionnel : 鄉 ; pinyin : xiāng, anglais : rural township),
  - le canton urbain (chinois traditionnel : 鎮 ; pinyin : zhèn, anglais : urban township),
  - le canton indigène montagnard (chinois traditionnel : 山地鄉 ; pinyin : shāndexiāng, anglais : mountain indigenous township) ;
  - la ville administrée par le comté (chinois traditionnel : 縣轄市 ; pinyin : xiànxiáshì, anglais : county-administered city),
- la ville provinciale (chinois traditionnel : 省轄市 ; pinyin : shěngxiáshì, anglais : provincial city), elle-même composée par :
  - les districts (chinois traditionnel : 區 ; pinyin : qū, anglais : district).

Le district, le canton et la ville administrée par les comtés sont composés par les villages urbains (chinois traditionnel : 里 ; pinyin : lǐ, anglais : urban village) et villages ruraux (chinois traditionnel : 村 ; pinyin : cūn, anglais : rural village), eux-mêmes composés par les quartiers (chinois traditionnel : 鄰 ; pinyin : lín, anglais : neighborhood),.
La province (chinois traditionnel : 省 ; pinyin : shěng, anglais : province), regroupant les comtés et les villes provinciales, n'existe plus depuis 1999 qu'à titre de découpage administratif et n'est plus représentée par un organe de gouvernement spécifique. Depuis le 1er juillet 2018, les dernières responsabilités administratives de la province sont transférées,,.
Afin de simplifier le vocabulaire, des désignations officielles existent pour certains groupes de subdivisions :
- les deux subdivisions des provinces (comtés et villes provinciales) sont parfois désignées en tant que comtés/villes[2],[3].
- les quatre subdivisions des comtés (cantons ruraux, cantons urbains, cantons indigènes montagnards, villes administrées par le comté) sont parfois désignées en tant que cantons/villes[2],[3].

### Municipalités spéciales
Les municipalités spéciales sont au nombre de six : New Taipei, Kaohsiung, Taichung, Tainan, Taipei et Taoyuan.

### Comtés
Les comtés sont au nombre de treize, provenant des deux anciennes provinces : dans l'ancienne province de Taïwan, le comté de Changhua, le comté de Chiayi, le comté de Hsinchu, le comté de Hualien, le comté de Miaoli, le comté de Nantou, le comté de Penghu, le comté de Pingtung, le comté de Taitung, le comté de Yilan et le comté de Yunlin ; dans l'ancienne province du Fujian, le comté de Kinmen et le comté de Lienchiang.

### Villes provinciales
Les villes provinciales sont au nombre de trois : Chiayi, Hsinchu et Keelung.

## Historique du découpage administratif du territoire

2010. municipalité spéciale comté ville provinciale
2014. municipalité spéciale comté ville provinciale

- 2010.
  - municipalité spéciale
  - comté
  - ville provinciale
- 2014.
  - municipalité spéciale
  - comté
  - ville provinciale